# 신조정 (도야마현)
신조정(新庄町)은 도야마현 가미니카와군에 있던 정이다. 현재의 도야마시의 중심부에 해당한다.

## 역사
- 1889년 4월 1일 - 정촌제 시행에 의해 가미니카와군 신조정이 성립하였다.
- 1940년 9월 1일 -  도야마시에 편입되었다.

## 교통

### 철도
- 도야마 전기철도(현・도야마 전기철도)
  - 도야마 지방 철도 본선

## 참고문헌
- 角川日本地名大辞典 16 富山県